# Gülsüm Kav
Gülsüm Kav, née en 1971, est une médecin, écrivaine et militante féministe turque. Elle est l'une des fondatrices de l'organisation Kadin Cinayetlerini Durduracagiz (en français : Nous arrêterons les féminicides, souvent appelée We Will Stop Feminicides), qui sensibilise aux violences sexistes et lutte contre les féminicides en Turquie. 

## Biographie

### Jeunesse et formation
Gülsüm Kav naît en 1971. Elle est diplômée de la faculté de médecine de l'université Anadolu en 1996. En 2002, elle intègre au département de déontologie de la faculté de médecine Cerrahpaşa de l'université d'Istanbul. 

### Carrière médicale
Elle commence sa carrière en tant que spécialiste de l'éthique médicale et continue comme spécialiste des droits des patients à la direction régionale d'Istanbul. Depuis 2012, elle travaille en tant que spécialiste à l'hôpital de formation et de recherche Şişli Etfal.
Gülsüm Kav a également fait partie de la commission des droits de l'homme à Ankara et de diverses organisations médicales comme le forum de la chambre de médecine d'Istanbul, le forum des médecins, le comité de gynécologie, le comité d'éthique et la représentation d'Istanbul de la branche de médecine féminine de TTB. 

## Militantisme
Gülsüm Kav fonde, en 2010, la plateforme Kadin Cinayetlerini Durduracagiz (« Nous arrêterons les féminicides », souvent appelée « We Will Stop Feminicides ») dont elle est aujourd'hui la porte-parole. En 2014, elle est élue au conseil d'administration du United June Movement. Elle est régulièrement invitée comme experte dans plusieurs médias pour discuter du problème de la violence à l'égard des femmes en Turquie.

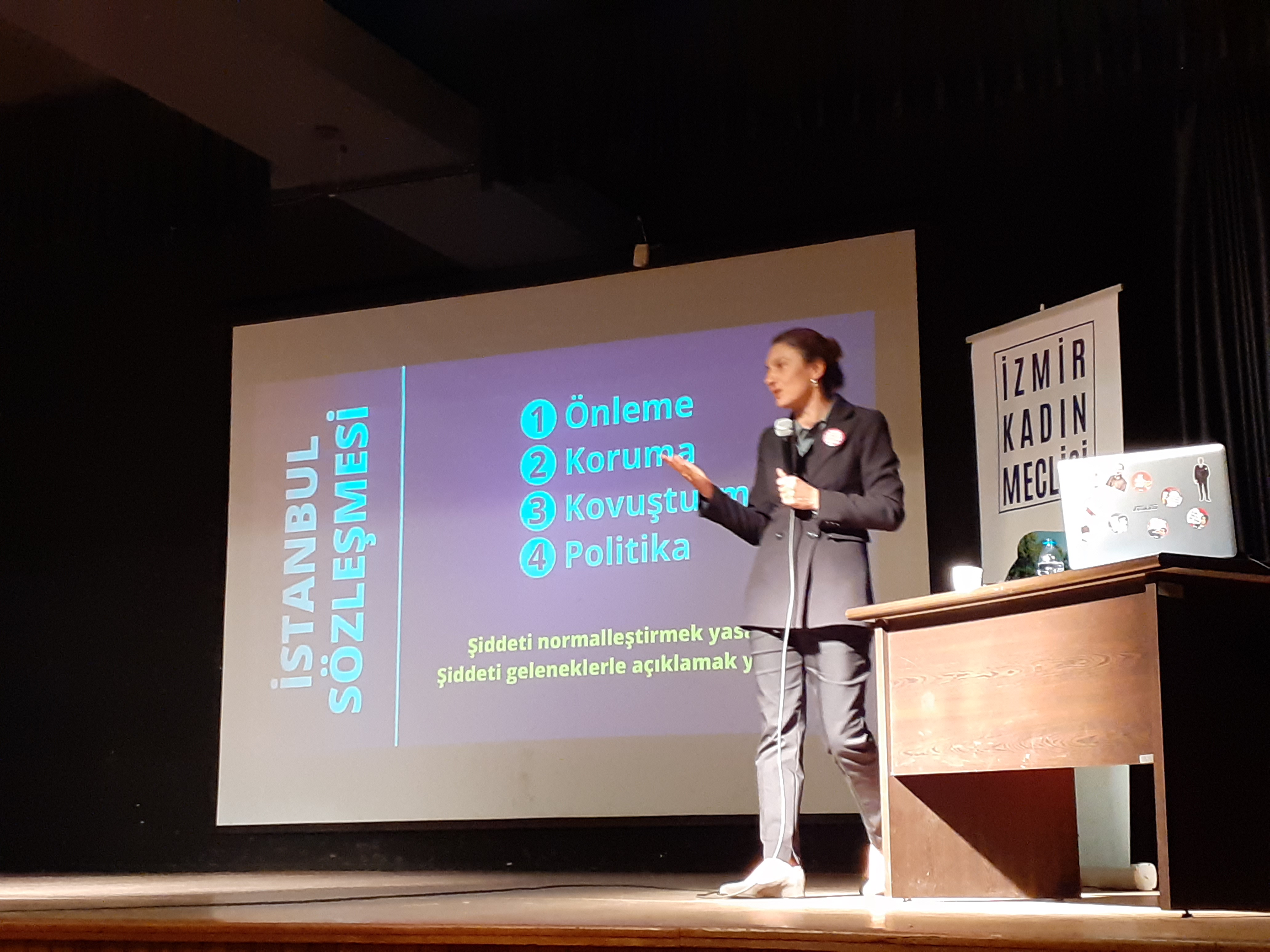
Gülsüm Kav parlant de la Convention d'Istanbul à Izmir (2019).

Elle dénonce ouvertement le non-respect de la république de Recep Tayyip Erdoğan envers la Convention du Conseil de l'Europe sur la prévention et la lutte contre la violence à l'égard des femmes et la violence domestique (aussi appelée aussi Convention d'Istanbul) qui entend éliminer toutes les formes de violences envers les femmes, y compris la violence conjugale et familiale,. Elle point notamment du doigt, le manque de protection de la police ou de la justice, lorsqu'une femme dénonce des violences,.
En 2020, elle publie un ouvrage Yasasin Kadinlar: Türkiyede Kadin Cinayetleri Gercegi ve Cözüm Yollari (en français : Vive les femmes : la réalité du féminicide en Turquie et les solutions), où elle raconte son engagement contre les féminicides. Elle y explique également les conséquences de la pandémie de covid-19 et des confinements pour les femmes victimes de violences sexuelles.

## Ouvrage
- (tr) Gülsüm Kav, Yasasin Kadinlar : Türkiyede Kadin Cinayetleri Gercegi ve Cözüm Yollari, Dogan Kitap, février 2020, 184 p. (ISBN 978-605-09-7092-0, lire en ligne)

## Reconnaissance
En 2020, Gülsüm Kav est l'une des 100 femmes honorées par la BBC.